# Miracle Fortress
Miracle Fortress est un groupe de rock indépendant canadien, originaire de Montréal, au Québec. La méthode d'écriture en studio se fait avec Graham Van Pelt en solo, qui est accompagné par le reste des membres en concert.  

## Biographie
Van Pelt, un membre du groupe Think About Life, enregistre lui-même cinq chansons, qu'il auto-publie en un EP, intitulé Watery Grave. En 2007, il publie un premier album, Five Roses, sous le nom de Miracle Fortress, au label Secret City Records,. L'album est positivement accueilli, et nommé pour un Prix de musique Polaris en 2007, qu'il perd face à Patrick Watson,. Van Pelt recrute le batteur Jordan Robson-Cramer de Sunset Rubdown et Magic Weapon, le guitariste Jessie Stein des SS Cardiacs et The Luyas, et le claviériste Adam Waito de Telefauna pour adapter Five Roses en concert. Le groupe effectue une tournée inter-canadienne en 2007. Nathan Ward, Adam Waito, et Jessie Stein prendront aussi part à quelques concerts.
Le style du single Maybe Lately est comparé par la presse spécialisée à celui des Beach Boys,. Leur troisième album, Was I the Wave?, est publié en avril 2011. Il est musicalement assez différent de son prédécesseur, se caractérisant par une instrumentation plus simple et avec plus de rythme,. L'album remporte un GAMIQ Award dans la catégorie d'album électronique de l'année.
En 2014, Van Pelt continue de publier des chansons sur Miracle Fortress.

## Discographie
- 2005 : Watery Grave EP (auto-produit)
- 2007 : Have You Seen In Your Dreams (12", Secret City Records, Rough Trade Records)
- 2007 : Five Roses (Secret City Records)
- 2008 : Maybe Lately 7" (Rough Trade Records)
- 2011 : Was I the Wave? (Secret City Records)